# Oberá

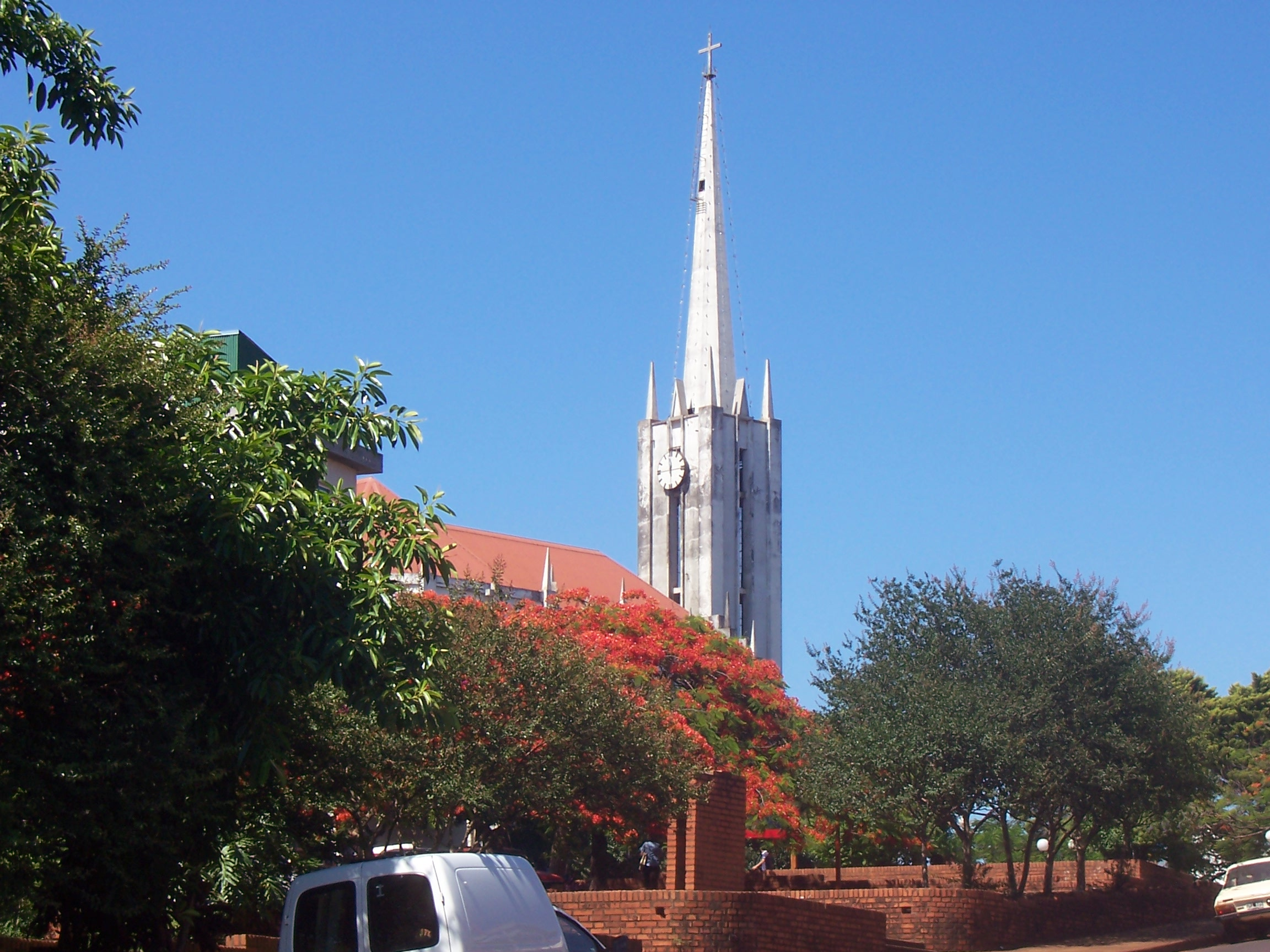
Centro da cidade de Oberá

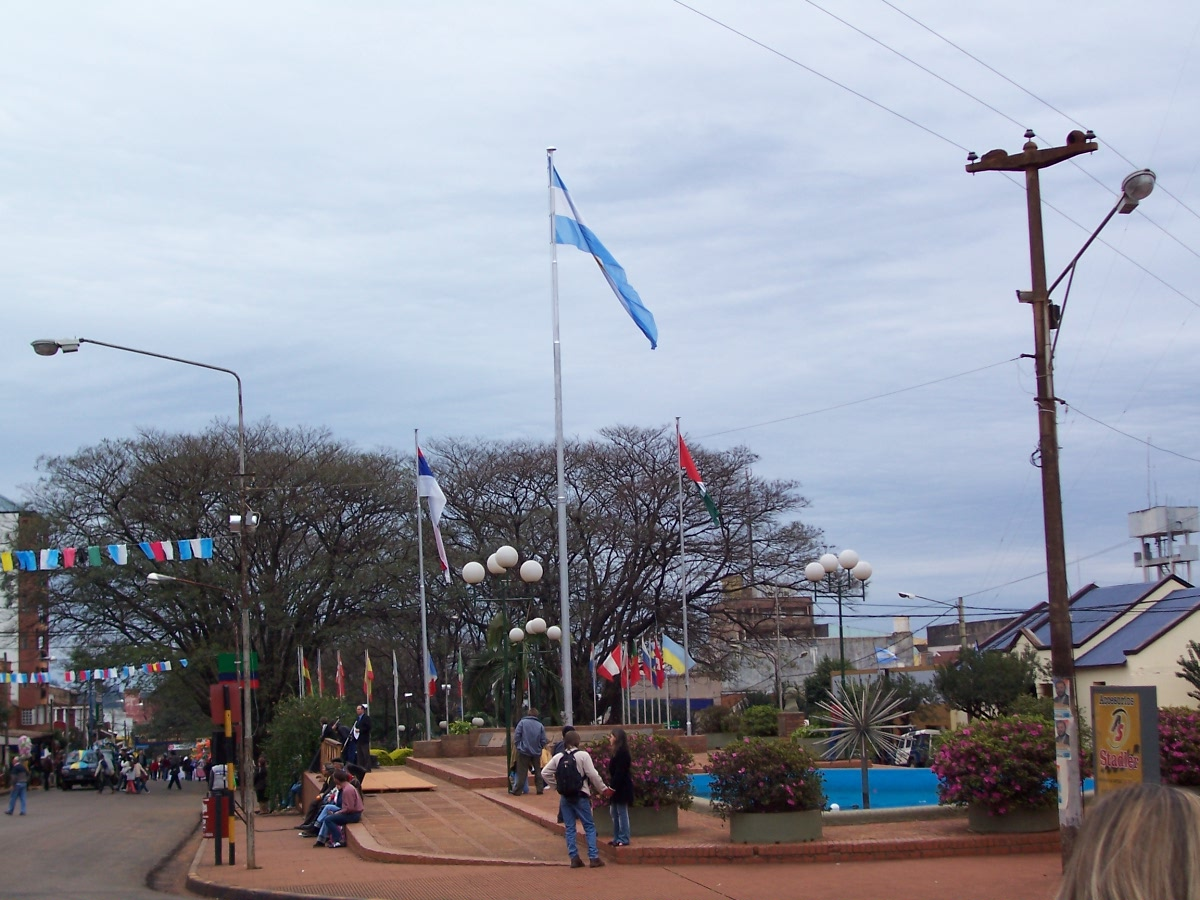
Praça principal de Oberá, Misiones

Oberá é uma cidade argentina da província de Misiones, capital do departamento homônimo, também denominada a "Capital do Monte", e está localizada a 96 quilômetros da capital provincial, Posadas.
É a segunda cidade em tamanho e importância da província e capital da Região das Serras Centrais, está rodeada por um marco de exuberante vegetação, ribeiros, cascatas e morros que lhe dão uma pitoresca paisagem.
É uma cidade moderna, que conta com uma variedade de serviços, destacando-se o transporte e o comércio, contando com uma boa hospedagem e serviços de gastronomia. Representa o polo educativo e cultural da "Zona Centro", já que conta com faculdades e carreiras terciárias. Desde a perspectiva econômica, demonstra uma grande pujança agroindustrial. Tudo nela mostra a herança nativa e europeia, já que foi o lugar eleito por numerosas colônias de imigrantes para seu assentamento.
As mais de quinze comunidades convivem mantendo a cultura e tradição de seus antecessores e, como exemplo de irmandade, na primeira quinzena de Setembro de cada ano se unem numa grande festa que transcende todas as fronteiras: A Festa Nacional do Imigrante.
É denominada também a Cidade das Igrejas, já que alberga em seu seio mais de trinta templos para 60 mil habitantes. Em 13 de junho de 2009, o Papa Bento XVI a designou como sede da recém criada Diocese de Oberá, cujo território foi desmembrado da Diocese de Posadas e da Diocese de Iguazú.
Está localizada sobre as Estradas Nacionais 14 e 103, além de ser o ponto de partida da Estrada Provincial 5. Dista 95 km do aeroporto da cidade de Posadas, 273 km de Porto Iguaçu e 1040 km ao norte de Buenos Aires (o acesso é direito com várias frequências diárias de ônibus).
Na cidade, além das igrejas, podem-se visitar o Jardim dos Pássaros (com mais de duzentas espécies), o Monteaventura (com caminhos ecológicos e jogos recreativos), o Salto Berrondo (lugar selvagem e serviços de camping), a Reserva do Chachí (helecho gigante), o Museu Histórico e de Ciências Naturais, *empreendimentos de *turismo rural (chácaras com atividades rurais), plantações e secadores de erva-mate e chá (para conhecer o processo de elaboração dos principais produtos de Misiones).